# Sherlock López
Las extrañas aventuras de Sherlock López y Watso de Leche o simplemente Sherlock López es una serie de historietas del autor español Gabi, la más importante de las suyas. Es una parodia de Sherlock Holmes, de Arthur Conan Doyle, filtrada por el grafismo esquemático y el humor surrealista de su autor.

## Trayectoria editorial
Gabi creó esta serie para la revista Flechas y Pelayos, retomándola posteriormente en Francia, donde se había establecido.
Durante los años setenta, las últimas aventuras de la serie volvieron a publicarse en España, primero en Trinca" (1973) y luego en Sacarino (1975).